# Кільце Єдинорога

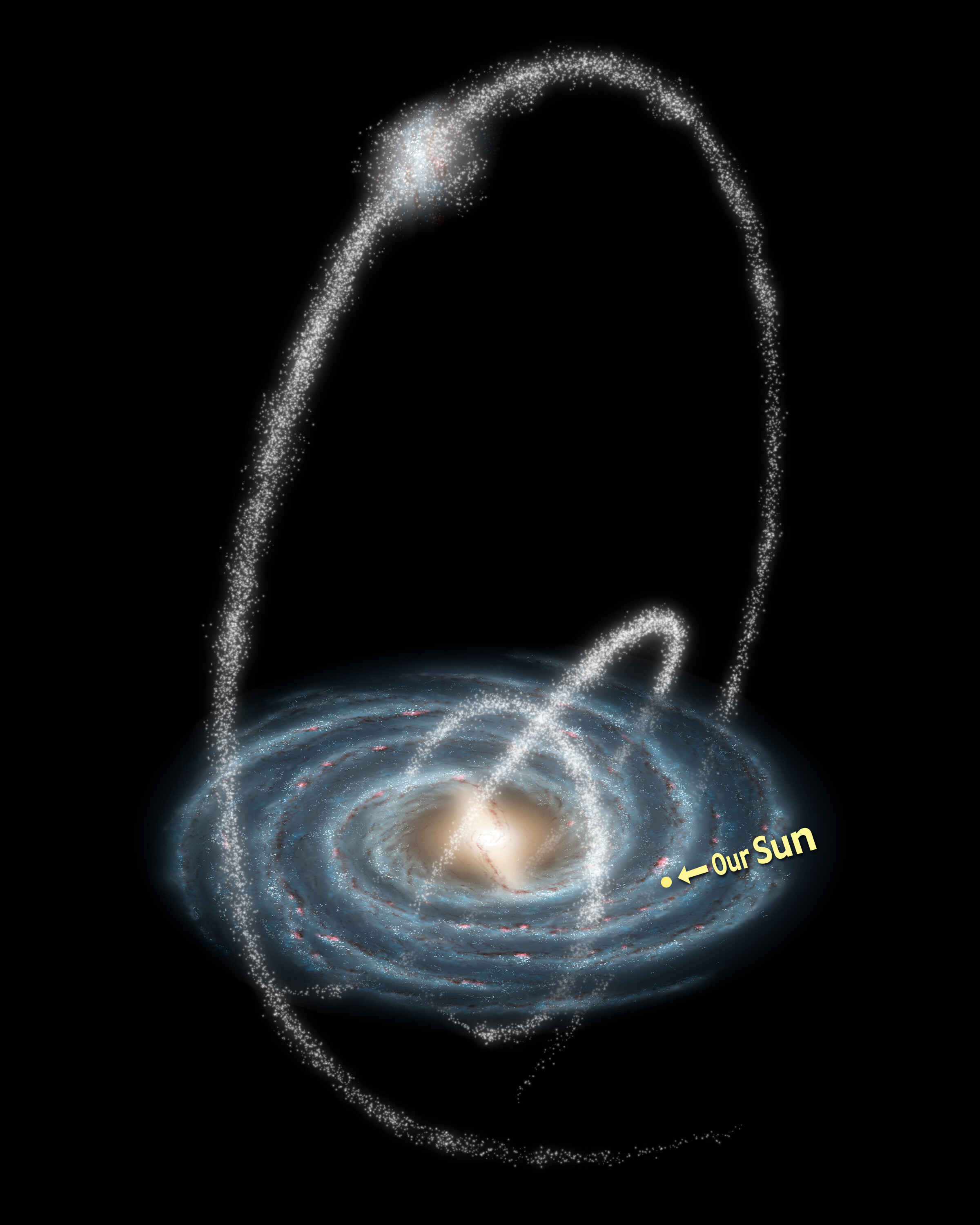
Зоряні потоки Чумацького Шляху відкриті на 2007 рік.

Кільце Єдинорога — протяжний, кільцеподібний ланцюг із зірок, тричі обернутий навколо Чумацького Шляху. Припускається, що структура сформувалася внаслідок виривання частини зір із галактики-супутника Великий Пес припливними силами в ході її довготривалого поглинання Чумацьким шляхом. Кільце Єдинорога має вагу 100 млн. сонячних мас і завдовжки в 200 тис. світлових років.

## Історія відкриття
Кільце Єдинорога було відкрите 2002 року астрономами, що займалися Слоанівським цифровим оглядом неба. В 2006 році деякі вчені використовуючи дані 2MASS поставили під сумнів початкову гіпотезу про походження Кільця, стверджуючи, що воно насправді є частиною викривленого галактичного диску Чумацького Шляху, але спостереження на Англо-Австралійському телескопі 2007 року показали, що галактичний диск не може створити таку структуру і вона має позагалактичне походження.